# Daniel Haquet
Daniel Haquet (Elbeuf, 9 gennaio 1957) è un ex cestista e allenatore di pallacanestro francese.

## Carriera
Con la Francia ha disputato i Campionati mondiali del 1986 e due edizioni dei Campionati europei (1983, 1985).

## Palmarès

### Giocatore
- Campionato francese: 4

ASVEL: 1976-77, 1980-81
Orthez: 1986-87
Olympique d'Antibes: 1990-91